# Survivalismo

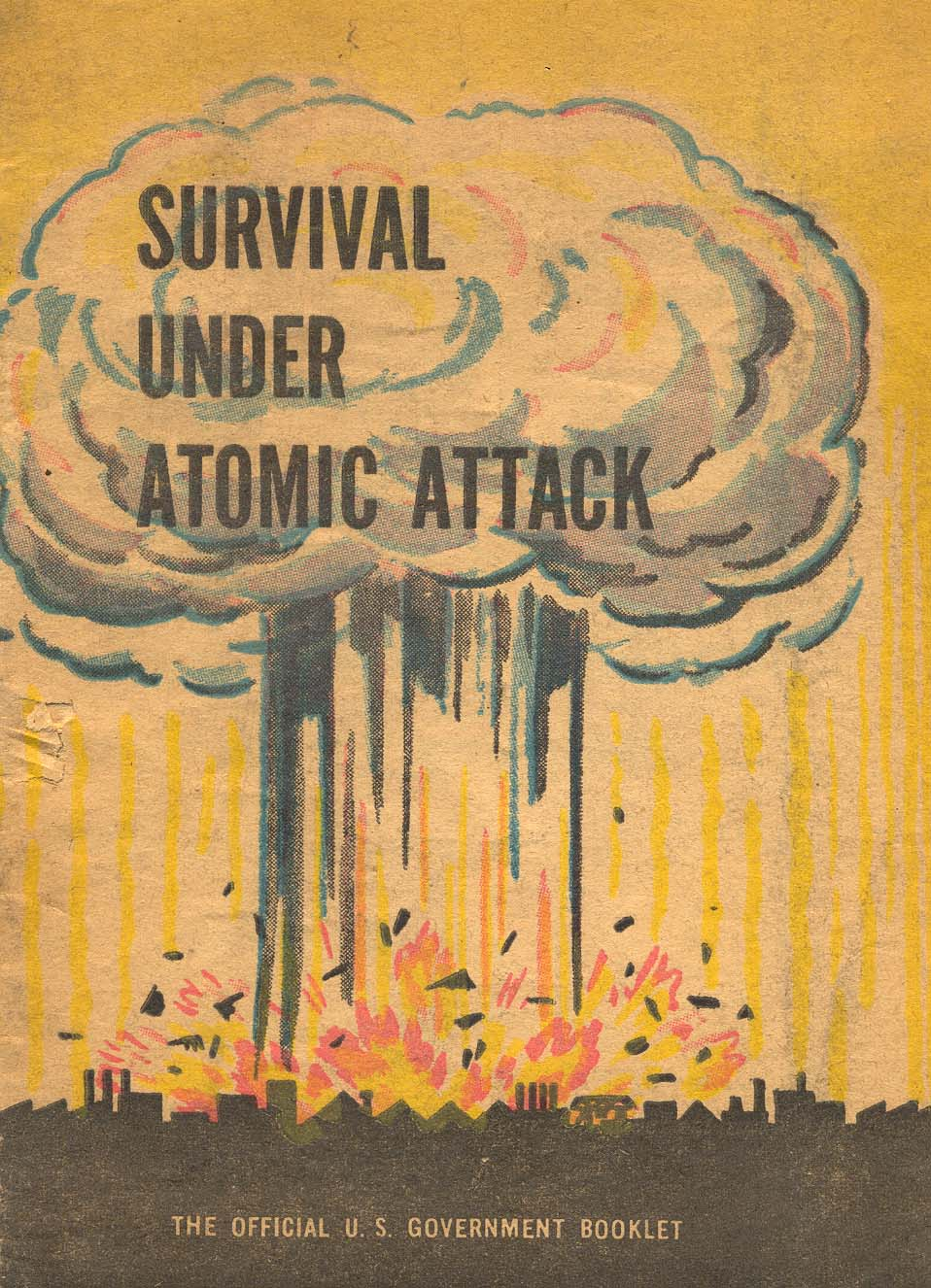
Una copia di Survival Under Atomic Attack, pubblicato dalla difesa civile statunitense nel 1950.

Il survivalismo è un movimento di persone o gruppi (chiamati survivalisti o prepper) che si preparano attivamente per le emergenze, future o eventuali, comprese possibili interruzioni o profondi mutamenti dell'ordine sociale o politico, su scale che vanno dal locale a quella internazionale. I survivalisti hanno spesso una formazione che riguarda le emergenze mediche, l'auto-difesa, l'approvvigionamento di scorte alimentari e acqua, l'autosufficienza logistica tramite la costruzione di strutture per sopravvivere o nascondersi (ad esempio, un rifugio sotterraneo) e la preparazione di equipaggiamenti da sopravvivenza.

## Possibili emergenze
Gli eventi per i quali si preparano i survivalisti sono principalmente:
- Catastrofi naturali, modelli di apocalittiche crisi planetarie, o ingenti cambiamenti dei processi climatici terrestri (uragani, glaciazioni, terremoti, bufere di neve, tempeste solari, forti temporali).
- Un disastro causato da attività umane (fuoriuscite chimiche, rilascio di agenti radioattivi o di materiali nucleari, guerre nucleari, chimiche o portate avanti con armi non convenzionali).
- Un crollo generale della società causato da mancanza o indisponibilità di risorse come l'elettricità, il carburante, il cibo o l'acqua.
- Crisi finanziarie o collassi economici (causati da manipolazione monetaria, iperinflazione, deflazione o depressione).
- Una pandemia globale.
- Caos diffuso da qualche altro inspiegabile o imprevedibile evento apocalittico.[senza fonte]

## Storia

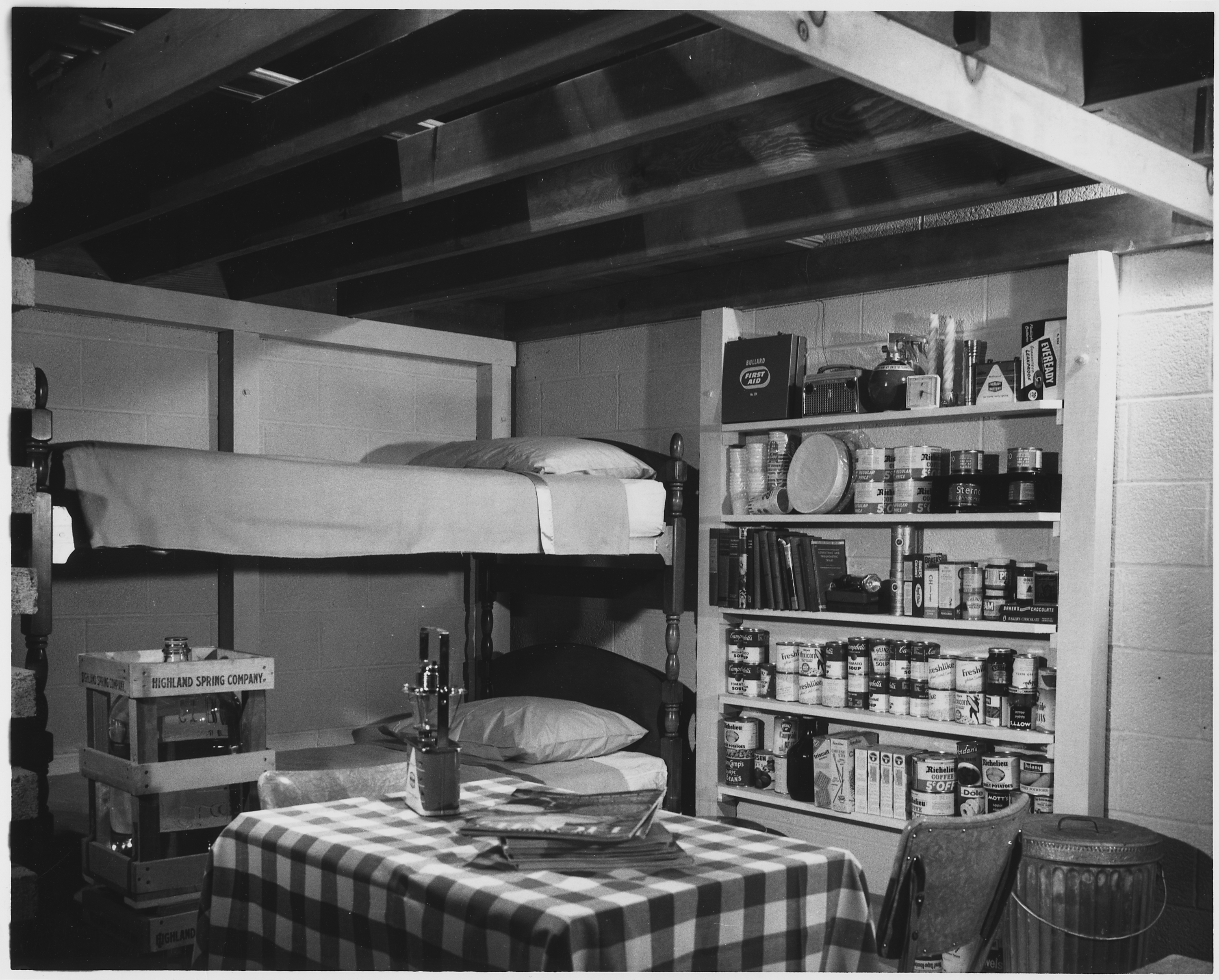
Rifugio antiatomico statunitense, circa 1957.

Le origini del movimento moderno del survivalismo hanno avuto luogo nel Regno Unito e negli Stati Uniti dopo le politiche del governo a seguito delle minacce di guerra nucleare, per convinzioni religiose, e dopo la diffusione di varie opere letterarie, narrative e saggistiche, come romanzi post apocalittici o articoli su probabili collassi sociali o economici a seguito di stravolgimenti dell'ordine sociale.
Tra i programmi promossi dalla difesa civile statunitense durante la guerra fredda vi erano rifugi antiatomici, sia pubblici sia personali o privati, e la formazione per i bambini, come i film Duck and Cover. La Chiesa di Gesù Cristo dei santi degli ultimi giorni (LDS) per lungo tempo ha indirizzato i suoi membri affinché mettessero da parte provviste per almeno un anno per loro e per le loro famiglie. L'insegnamento attuale consiglia almeno tre mesi di provviste.
La Grande Depressione che seguì il crollo di Wall Street del 1929 è spesso citato dal movimento di sopravvivenza come esempio della necessità di essere preparati.

## Survivalisti e prepper
Solitamente survivalisti e prepper vengono fatti confluire in un'unica categoria. Tuttavia esistono profonde differenze nell'approccio, nello stile di vita e nelle strategie adottate da questi due gruppi. Queste differenze tuttavia si devono considerare prevalentemente in linea di principio, perché in pratica vi sono molteplici sovrapposizioni ed aspetti in comune. Ogni individuo nella sua preparazione può essere più o meno incline ad un approccio o all'altro.

### Survivalisti
Il survivalista tipico ha un approccio più "militare" alla gestione delle emergenze. Solitamente il suo stile di vita "pre-evento" è già improntato molto alla sopravvivenza e riflette questo atteggiamento nell'abbigliamento, negli strumenti usati, nelle attività di tutti i giorni. L'atteggiamento mentale del survivalista è quello di essere in grado di risolvere qualsiasi problema pratico nelle situazioni di emergenza. Per questo studia tecniche di sopravvivenza nella natura, si interessa di caccia, pesca ed altri sistemi di sussistenza da adottare in caso di necessità. La maggior parte dei survivalisti punta innanzitutto alla sopravvivenza personale: è perfettamente in grado di badare a se stesso e tendenzialmente punterà a fare quello.

### Prepper
Lo scopo del prepper è quello di difendere la propria qualità della vita in seguito ad una emergenza. La maggior parte della sua attività si concentra nel "pre-evento" ed ha lo scopo di subire meno privazioni possibili nel "post-evento". Un prepper non punta solo a saper risolvere un problema, di qualsiasi natura e tipologia possa essere (pratico, manuale, economico, meccanico, elettronico) ma soprattutto di come far sì che quel problema non si presenti. Punta prevalentemente quindi alla prevenzione. La maggior parte dei prepper agisce in un contesto familiare, per cui le sue attività sono volte a proteggere e prendersi cura di un piccolo gruppo di persone a cui possono essere affidati compiti e ruoli differenti. Statisticamente infatti molti uomini iniziano ad interessarsi al prepping nel momento in cui diventano padri.
Un'altra delle differenze principali sarebbe quella secondo cui il survivalist si specializza in modo verticale nella sopravvivenza in uno specifico scenario ad alto rischio e di forte difficoltà (ma anche meno probabile e realistico) mentre il prepper ha una preparazione molto più vasta ma meno approfondita in diversi settori, per diversi ambienti e diversi eventi che possono presentarsi con più facilità nella vita di tutti i giorni.

## Strategie
Nel contesto del survivalismo esistono essenzialmente due strategie che possono sintetizzarsi con il "bugging in" e il "bugging out". Entrambe rispondono al verificarsi di un evento e richiedono comunque una preparazione preventiva rispetto allo stesso (ad esempio: addestramento per la sopravvivenza in ambienti naturali, acquisizione di competenze tecniche o di sopravvivenza, pianificazione attività, accumulazione materiali, ecc).
In linea di principio il bugging in risponde maggiormente alla mentalità del "prepper" (se non in prima istanza, almeno dopo un pianificato bugging out) mentre quella del bugging out a quella del "survivalista", ma, come detto in precedenza, le strategie e le tattiche operative delle due figure sono spesso sovrapponibili.
=== Bugging in ===
È la strategia che prevede di trincerarsi in casa o in un luogo sicuro (eventualmente dopo il ricorso a una strategia di bugging out) appositamente preparato. In casi estremi sono approntati dei veri e propri bunker. La strategia prevede di restare al sicuro all'interno della struttura fino alla fine della minaccia. L'implementazione prevede che la struttura sia rifornita di acqua, viveri ed ogni altra cosa potrebbe essere necessaria in questo periodo di tempo.
=== Bugging out ===
Questa strategia prevede di abbandonare la propria abitazione in seguito ad un evento per trovare rifugio in un luogo più distante dalla minaccia e quindi più sicuro. Essendo una strategia, il bugging out non è una semplice fuga, richiede pertanto una pianificazione preventiva della destinazione, del percorso e del materiale di supporto da prelevare al momento dell'attivazione della strategia.
Nel bugging out si prevede di approntare una o più delle seguenti risorse od attrezzature:
- Bug out location (b.o.l.)

Un rifugio sicuro, come una casa di villeggiatura, di amici o parenti in cui trasferirsi. La strategia richiede che nella b.o.l. vi siano stati già predisposte scorte di acqua, viveri, altri generi di prima necessità (in quanto una volta raggiunta la bug out location la strategia del bugging out si trasformerebbe in un bugging in).
- Bug out bag (b.o.b.)

Uno zaino con tutto l'occorrente per sopravvivere durante l'implementazione della strategia del bugging out.
Rientra in questa categoria la cosiddetta "72hours bag" raccomandata alla popolazione degli Stati Uniti dalla Federal Emergency Management Agency (F.E.M.A.) - corrispondente all'italiano Dipartimento della Protezione Civile. Il nome assegnato allo strumento è da ricollegarsi al tempo (appunto 72 ore) massimo stimabile in cui il kit potrebbe fornire supporto ai cittadini dopo il verificarsi di un evento calamitoso nell'attesa che le strutture di soccorso provvedano ad intervenire ed implementare una organizzazione effettiva di assistenza.
- Bug out vehicle

Il mezzo (eventualmente più di uno) con cui ci si sposterà dalla propria abitazione verso la bug out location. Anche per questo strumento è possibile approntare dei kit specifici in sostituzione o in aggiunta alla b.o.b..

## Scorte ed accumulo
Uno dei cardini della preparazione è quello di accumulare scorte di materiali e risorse in genere che potranno essere indispensabili, necessarie o utili alla sopravvivenza dopo il verificarsi dell'evento. A seconda dello scenario per cui ci si prepara gli elementi di cui fare scorta possono cambiare molto. In generale però si ritrovano questi elementi:
- acqua potabile per uso personale, per la cucina e per l'igiene personale o ambientale (oltre a strumenti per filtrare e potabilizzare l'acqua);
- cibo, generalmente in scatola o comunque a lunga conservazione;
- medicinali di ogni tipo, soprattutto quelli che si è usi assumere;
- attrezzi e strumenti in genere (corde, chiodi, martelli, pinze, cacciaviti, coltelli, seghe, apriscatole, cavatappi  ecc.);
- armi o altri strumenti di difesa e per la sicurezza delle persone e dei luoghi;
- strumenti per garantire energia termica (riscaldamento e cucina) e illuminazione.

Molti di queste categorie di accumulo (acqua, cibo, medicinali) rientrano in strategie "trasversali", ovvero che rispondono contemporaneamente a molteplici situazioni emergenziali.

### Modi di dire in uso nel prepping rispetto alla preparazione e alle scorte
L'importanza della preparazione nell'accumulo di scorte alimentari o strumentali si ritrovano in alcune espressioni in uso nel mondo del prepping o survivalismo.
- "Nove pasti dall'anarchia" (nell'originale "Nine meals from anarchy"), espressione attribuita al politico britannico Lord Cameron of Dillington[6][7] e tesa a evidenziare come un ipotetico collasso dell'ordinaria logistica distributiva di beni e servizi porterebbe a disordini sociali in capo a tre giorni (ovvero 9 pasti dopo l'evento). Il contesto più ampio e diversificato da cui origina l'espressione è comunque ben sintetizzato nella stessa, la quale concretizza difficoltà di reperimento di beni di prima necessità (nell'esemplificazione in riferimento solo al fattore alimentare) a pochi giorni da un evento avverso di rilevante portata.
- La cosiddetta "regola del 3". Questa ha lo scopo di ordinare le necessità primarie di un individuo in modo da disporre in ordine di rilevanza le risposte da attuare o di strumentazione da predisporre in una ipotetica situazione emergenziale.

La "regola del 3" statuisce che "Si può sopravvivere 3 minuti senza aria (ovvero ossigeno), 3 ore senza riparo, 3 giorni senza acqua, 3 settimane senza cibo".
Anche la Regola del 3 è una esemplificazione, in quanto va confrontata con i casi soggettivi e ambientali effettivi. Ad esempio si sono presentati casi di eventi calamitosi che hanno visto il salvataggio di sopravvissuti anche per periodi più lunghi di privazioni di acqua o cibo. Inoltre è da considerare che, ad esempio, il riferimento al tempo massimo di sopravvivenza senza riparo va riferito a condizioni climatiche estreme (deserto, ambienti montani o polari) e che molti dei limiti indicativi suindicati dipendono dalle condizioni fisiche di ogni individuo.